# Bahrendorf
Bahrendorf is een plaats in de Duitse gemeente Sülzetal. De gemeente ligt in de Landkreis Börde in de deelstaat Saksen-Anhalt. Bahrendorf telt 731 inwoners (2006).